# Alexander Jensen
Alexander Jensen (24 agosto 2001) è un calciatore danese, difensore o centrocampista dell'Aberdeen.

## Carriera

### Club
Ha fatto parte del settore giovanile del Midtjylland fintanto che nell'estate 2016 è approdato alla formazione Under-15 del Vejle. Ha proseguito con la trafila delle giovanili arrivando, sul finire della stagione 2019-2020, a disputare le sue prime due gare nel campionato di 1. Division con la prima squadra.
Il 17 settembre 2020 è stato acquistato da un'altra società militante nella seconda serie nazionale, il Fredericia, con un contratto fino al 30 giugno 2023. Nel corso del suo primo anno con il nuovo club ha alternato presenze da titolare ad altre da subentrante, mentre a partire dalla stagione 2021-2022 si è ritagliato in pianta stabile un posto dal primo minuto poi mantenuto anche nell'annata seguente fino a quando è stato ceduto.
Il 25 gennaio 2023, infatti, è diventato un nuovo giocatore degli stoccolmesi del Brommapojkarna con un accordo triennale. Alla sua prima esperienza nella massima serie svedese, Jensen ha giocato da titolare tutte e trenta le partite in calendario, segnando due reti. Ha poi disputato lo stesso numero di incontri anche nell'Allsvenskan 2024, realizzando tre gol.
A partire dal gennaio 2025 è diventato un giocatore del club scozzese dell'Aberdeen allenato dallo svedese Jimmy Thelin.

### Nazionale
Ha giocato nella nazionale danese Under-16.

## Statistiche

### Presenze e reti nei club
Statistiche aggiornate al 17 maggio 2025.
| Stagione              | Squadra               | Campionato            | Campionato | Campionato | Coppe nazionali | Coppe nazionali | Coppe nazionali | Coppe continentali | Coppe continentali | Coppe continentali | Altre coppe | Altre coppe | Altre coppe | Totale | Totale |
| Stagione              | Squadra               | Comp                  | Pres       | Reti       | Comp            | Pres            | Reti            | Comp               | Pres !Reti         | Comp               | Pres        | Reti        | Pres        | Reti   |        |
| --------------------- | --------------------- | --------------------- | ---------- | ---------- | --------------- | --------------- | --------------- | ------------------ | ------------------ | ------------------ | ----------- | ----------- | ----------- | ------ | ------ |
| 2019-2020             | Vejle                 | 1D                    | 2          | 0          | CD              | 0               | 0               |                    | -                  | -                  |             | -           | -           | 2      | 0      |
| 2020-2021             | Fredericia            | 1D                    | 29         | 0          | CD              | 0               | 0               |                    | -                  | -                  |             | -           | -           | 29     | 0      |
| 2021-2022             | Fredericia            | 1D                    | 32         | 2          | CD              | 4               | 1               |                    | -                  | -                  |             | -           | -           | 36     | 3      |
| 2022-gen. 2023        | Fredericia            | 1D                    | 16         | 1          | CD              | 2               | 0               |                    | -                  | -                  |             | -           | -           | 18     | 1      |
| Totale Fredericia     | Totale Fredericia     | Totale Fredericia     | 77         | 3          |                 | 6               | 1               |                    | -                  | -                  |             | -           | -           | 83     | 4      |
| 2023                  | Brommapojkarna        | A                     | 30+2       | 2+0        | CS              | 3               | 0               |                    | -                  | -                  |             | -           | -           | 35     | 2      |
| 2024                  | Brommapojkarna        | A                     | 30         | 3          | CS              | 6               | 0               |                    | -                  | -                  |             | -           | -           | 35     | 3      |
| Totale Brommapojkarna | Totale Brommapojkarna | Totale Brommapojkarna | 60+2       | 5+0        |                 | 9               | 0               |                    | -                  | -                  |             | -           | -           | 71     | 5      |
| gen.-giu. 2025        | Aberdeen              | SP                    | 15         | 0          | CS              | 5               | 1               | -                  | -                  | -                  | -           | -           | -           | 20     | 1      |
| Totale carriera       | Totale carriera       | Totale carriera       | 156        | 8          |                 | 20              | 2               |                    | -                  | -                  |             | -           | -           | 176    | 10     |

## Palmarès
- Coppa di Scozia: 1

Aberdeen: 2024-2025